# Giorgi Ugulava
Giorgi "Gigi" Ugulava (georgiska: გიორგი უგულავა) född 15 augusti 1975 i Tbilisi, är en georgisk politiker och för närvarande Tbilisis borgmästare. Den 12 juli 2005 utnämndes Ugulava till Tbilisis borgmästare. 2006 hölls ett val om borgmästare i Tbilisi, vilket han vann och då fick sitta ännu en mandatperiod. Den 30 maj 2010 omvaldes han än en gång.